# Championnat de France FFSA GT 2006
Navigation
édition précédente édition suivante
Le Championnat de France FFSA GT 2006 est la huitième édition du championnat.

## Engagés
| Équipe | Voiture | No. | Pilote | Cat. | Manches |
| ------ | ------- | --- | ------ | ---- | ------- |

| Icône | Catégorie |
| ----- | --------- |
|       |           |

## Calendrier de la saison 2006
| Manche | Manche | Date         | Meeting                                                 | Circuit                       | Lieu         | Région/Pays                  |
| ------ | ------ | ------------ | ------------------------------------------------------- | ----------------------------- | ------------ | ---------------------------- |
| 1      | C1     | 16 avril     | Super Série FFSA Nogaro / Coupes de Pâques Aurore       | Circuit Paul Armagnac         | Nogaro       | Midi-Pyrénées, France        |
| 1      | C2     | 17 avril     | Super Série FFSA Nogaro / Coupes de Pâques Aurore       | Circuit Paul Armagnac         | Nogaro       | Midi-Pyrénées, France        |
| 2      | C1     | 29 avril     | Super Série FFSA Lédenon / Grand Prix de Nîmes-Lédenon  | Circuit de Lédenon            | Lédenon      | Languedoc-Roussillon, France |
| 2      | C2     | 30 avril     | Super Série FFSA Lédenon / Grand Prix de Nîmes-Lédenon  | Circuit de Lédenon            | Lédenon      | Languedoc-Roussillon, France |
| 3      | C1     | 20 mai       | Super Série FFSA Dijon / Grand Prix Dijon-Côte d'Or     | Circuit Dijon-Prenois         | Prenois      | Bourgogne, France            |
| 3      | C2     | 21 mai       | Super Série FFSA Dijon / Grand Prix Dijon-Côte d'Or     | Circuit Dijon-Prenois         | Prenois      | Bourgogne, France            |
| 4      | C1     | 4 juin       | Super Série FFSA Pau - Master GT / F3 Grand Prix de Pau | Circuit de Pau-Ville          | Pau          | Aquitaine, France            |
| 4      | C2     | 5 juin       | Super Série FFSA Pau - Master GT / F3 Grand Prix de Pau | Circuit de Pau-Ville          | Pau          | Aquitaine, France            |
| 5      | C1     | 24 juin      | Super Série FFSA Val de Vienne                          | Circuit du Val de Vienne      | Le Vigeant   | Poitou-Charentes, France     |
| 5      | C2     | 25 juin      | Super Série FFSA Val de Vienne                          | Circuit du Val de Vienne      | Le Vigeant   | Poitou-Charentes, France     |
| 6      | C1     | 9 septembre  | Super Série FFSA Albi / Grand Prix d'Albi               | Circuit d'Albi                | Le Séquestre | Midi-Pyrénées, France        |
| 6      | C2     | 10 septembre | Super Série FFSA Albi / Grand Prix d'Albi               | Circuit d'Albi                | Le Séquestre | Midi-Pyrénées, France        |
| 7      | C1     | 14 octobre   | Super Série FFSA Le Mans                                | Circuit Bugatti               | Le Mans      | Pays de la Loire, France     |
| 7      | C2     | 15 octobre   | Super Série FFSA Le Mans                                | Circuit Bugatti               | Le Mans      | Pays de la Loire, France     |
| 8      | C1     | 21 octobre   | Super Série FFSA Magny-Cours                            | Circuit de Nevers Magny-Cours | Magny-Cours  | Bourgogne, France            |
| 8      | C2     | 22 octobre   | Super Série FFSA Magny-Cours                            | Circuit de Nevers Magny-Cours | Magny-Cours  | Bourgogne, France            |

## Résultats de la saison 2006
| Manche | Manche | Meeting | Vainqueur GT1 | Vainqueur GT2 | Vainqueur Coupe 1 | Vainqueur Coupe 2 | Vainqueur Coupe 3 |
| ------ | ------ | ------- | ------------- | ------------- | ----------------- | ----------------- | ----------------- |
| 1      | C1     |         |               |               |                   |                   |                   |
| 1      | C1     |         |               |               |                   |                   |                   |
| 1      | C2     |         |               |               |                   |                   |                   |
| 1      |        |         |               |               |                   |                   |                   |